# Simon de Châteauvillain
Simon de Chateauvillain (mort le 8 janvier 1335) fut évêque de Chalons de 1328 à 1335.

## Biographie
Simon de Châteauvillain est le fils et homonyme de Simon II, seigneur de Châteauvillain († 1305), et de Marie de Dampierre († 1297). Il est chanoine du chapitre de Chanoines de Langres lorsqu'il décline une promotion à l'évêché de Cahors. Il est nommé évêque-comte de Chalons, pair de France en 1328. La même année il participe au concile de Compiègne ainsi qu'à l'assemblée tenue à Paris en présence du Roi. Il meurt le 8 janvier 1335.

## Liens
- Ressource relative à la religion :   - Catholic Hierarchy